# Mukuba
Le journal Mukuba est un hebdomadaire congolais en français édité à Lubumbashi.